# 變臉羅夏
變臉羅夏（英語：Rorschach）是一位登場於DC漫畫於1986年出版的限期系列漫畫《守護者》中的虛構超級英雄和反英雄。本名華特·喬瑟夫·寇瓦克斯（英語：Walter Joseph Kovacs）。變臉羅夏是由作者艾倫·摩爾和藝術家戴夫·吉伯斯所創作，形似史蒂夫·迪特科設計的查爾頓漫畫角色疑問俠和A先生。
在該系列的所有角色中，有些人認為變臉羅夏是主角，因為他推動著大部分的劇情向前發展。在故事的一開始，他向讀者自我介紹，自己是僅存非政府雇用的蒙面英雄，且會對罪犯動用私刑。一個打擊罪犯的無情鬥士，他堅信道德絕對主義，認為善惡沒有所謂的灰色地帶，這使他不惜一切代價也要懲罰罪惡。面具的墨漬紋路會如同墨跡測驗一樣不斷改變，除了掩面外還象徵著變臉羅夏一貫非黑即白的價值觀。
許多人認為，在《守護者》中最具代表性的人物就是他，變臉羅夏常被認定是歷史上最顯著和精心編寫的漫畫書的人物之一。變臉羅夏獲得了相當積極的評價，該角色已在其他漫畫故事被引用多次，先後還推出了相關的媒體。在查克·史奈德執導的2009年改編電影中由傑基·厄爾·哈利飾演變臉羅夏，同時也在改編電子遊戲中為角色配音。變臉羅夏後來也出現於《守護者》的前傳漫畫《前守護者》中並敘述了自己的獨立故事。在IGN的前100名的漫画书英雄中排行第16。

## 其他媒體

### 電影
變臉羅夏出現於查克·史奈德執導的2009年改編電影《守護者》，由傑基·厄爾·哈利飾演此角。不同於其他五位演員，哈利聽聞他是漫畫迷裡最受合適的候選者，拜讀漫畫後熱切地追求此角色演出。他帶來十四名友人一同前往試鏡，演出漫畫中的故事場景。哈利近乎是個「怪人」，嘗試去理解羅夏專制主義的道德與複雜的人性行為，也讓他想知道，是否人類都會為犯錯而辯解。羅夏面具上的墨漬變化，能使空白的頭罩，更能表達出羅夏的心理情緒。哈利認為面具墨漬變化的設計，能夠更快速的表現角色情感。頭套有製造些小洞已便演員視線觀看。哈利本身是拳法黑帶段位，但認為羅夏的拳擊背景因素，攻擊模式是較為無章法且好鬥的。

### 動態漫畫
在2008年的動畫《守護者：動態漫畫》中亦有登場，由Tom Stechschulte擔任配音員。

### 電子遊戲
變臉羅夏與夜梟在2009年的電子遊戲《守護者：末日將近》中是唯一的可玩角色。此外變臉羅夏的服裝在PS3遊戲系列《小小大星球》中是作為可下載的內容，並在《小小大星球》、《小小大星球2》、《小小大星球 PS Vita》和《小小大星球：卡丁車》中也有此下載內容。

## 外部連結
- 漫画书数据库：Rorschach
- Rorschach（页面存档备份，存于） at the Internet Movie Database